# Abbaye royale de Saint-Jean-d'Angély
Pour les articles homonymes, voir Abbaye de Saint-Jean.
L'abbaye royale de Saint-Jean-d'Angély est une abbaye bénédictine fondée en 817 par Pépin Ier d'Aquitaine, duc d’Aquitaine, qui aurait reçu le crâne de saint Jean Baptiste.

## Historique
La première abbaye fut plusieurs fois pillée par les Vikings. La relique, cachée, ne fut retrouvée qu'en 1010 par l'abbé Alduin et le duc Guillaume fit reconstruire un monastère. Geoffroy Martel d'Anjou et sa femme Agnès de Bourgogne lui font une importante dotation dont atteste une charte datée de 1047, avec pour témoins Fouchard de Rochefort et ses fils. Grâce aux dons et offrandes de milliers de pèlerins, elle devint une des plus puissantes abbayes de l’ouest de la France.
La guerre de Cent Ans mit un terme à l'essor de l'abbaye, victime de plusieurs pillages et saccages car située dans une région convoitée par les belligérants. Les guerres de Religion lui furent fatales : pillée en 1562, elle fut détruite en 1568 et la relique disparut dans les flammes. Dès lors, les pèlerins de Compostelle ne passèrent plus par Saint-Jean-d’Angély.
Les moines reconstruisirent l’abbaye telle qu’elle est visible aujourd’hui. Autour d’un corps central à l’ordonnance classique, commencé dès 1622, s'organisent les différents bâtiments conventuels. L'ensemble est couvert de hauts toits à la française, et les derniers étages sont éclairés par des lucarnes passantes surmontées de pommes de pin. Il subsiste trois cours, dont l'ancienne cour du cloître au sud. En 1805, les arcades de ce cloître construit en 1644 ont été démontées, puis remontées sur la place de l'hôtel de ville en tant que marché couvert, puis salle des fêtes en 1903.
Les bénédictins y reçurent Louis XIV à l'occasion d'un mariage, et le duc d’Anjou, son fils, partant régner en Espagne. La bibliothèque abrita un temps les manuscrits de Pascal, notamment ses Pensées.

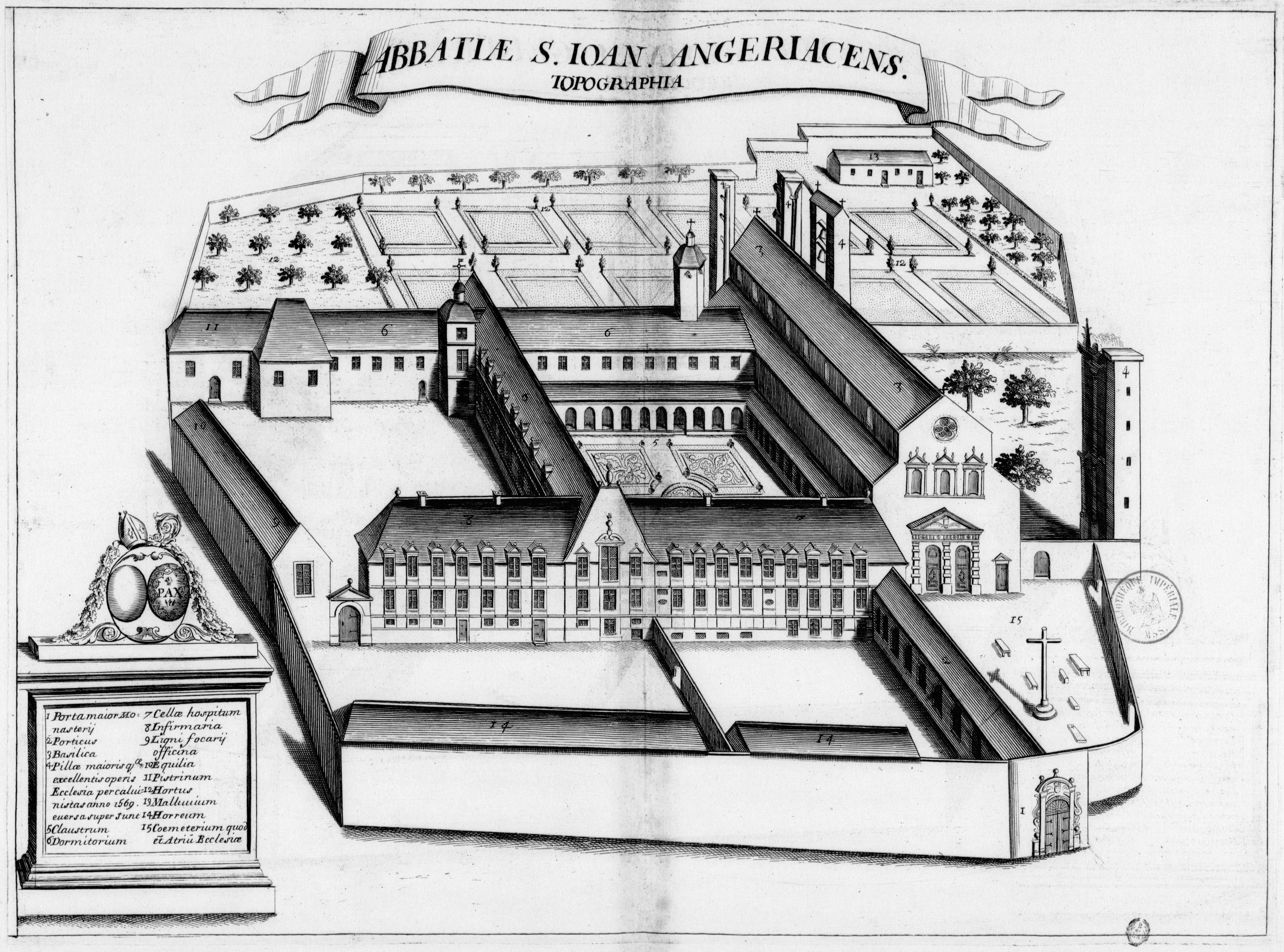
L’abbaye au XVIIe siècle, planche gravée du Monasticon Gallicanum.
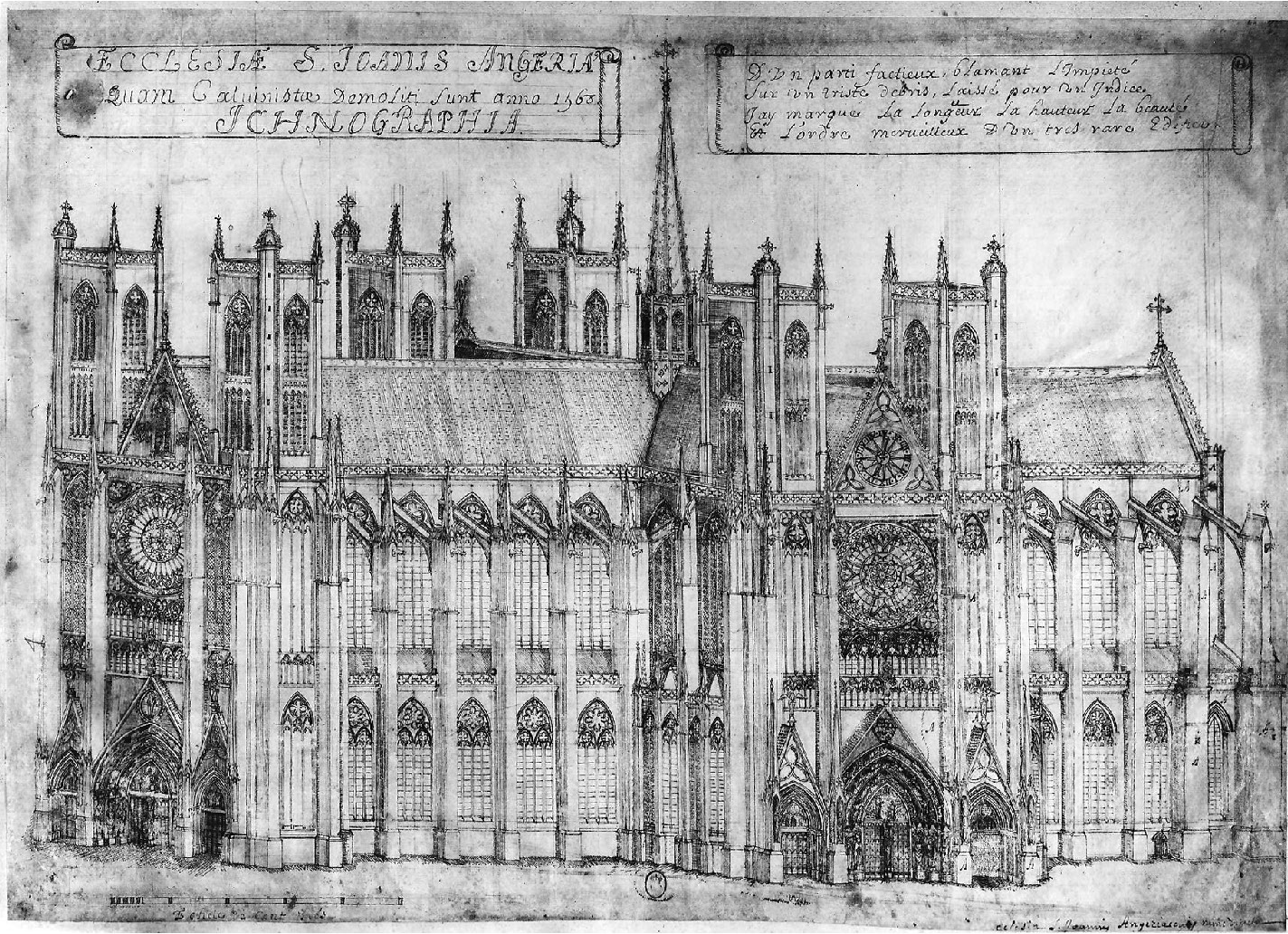
L'abbatiale gothique avec ses six tours, abattue par les huguenots au XVIe siècle.

L’abbaye connut ensuite un déclin qui s’acheva à la Révolution, marquant le départ des moines  et la transformation de l’abbaye un peu plus tard en collège puis en lycée. L’actuelle bibliothèque municipale est aménagée depuis 1988 dans l’ancien réfectoire des moines qui a conservé ses peintures en grisaille du XVIIIe siècle, très restaurées au XIXe. Les salles de l’abbaye conservent également plusieurs cheminées et moulures en stuc de style rococo.
Le portail principal, restauré en 1990, date de 1750.
Elle est actuellement le centre culturel de la ville. Elle accueille la bibliothèque, l’école de musique et une Micro-Folie (musée numérique). Jusqu'en 2015, elle accueillait également le Centre de culture européenne. Depuis la fin de l'année 2015, l'abbaye accueille un établissement public de coopération culturelle. Des expositions et des manifestations y sont organisées tout au long de l’année.

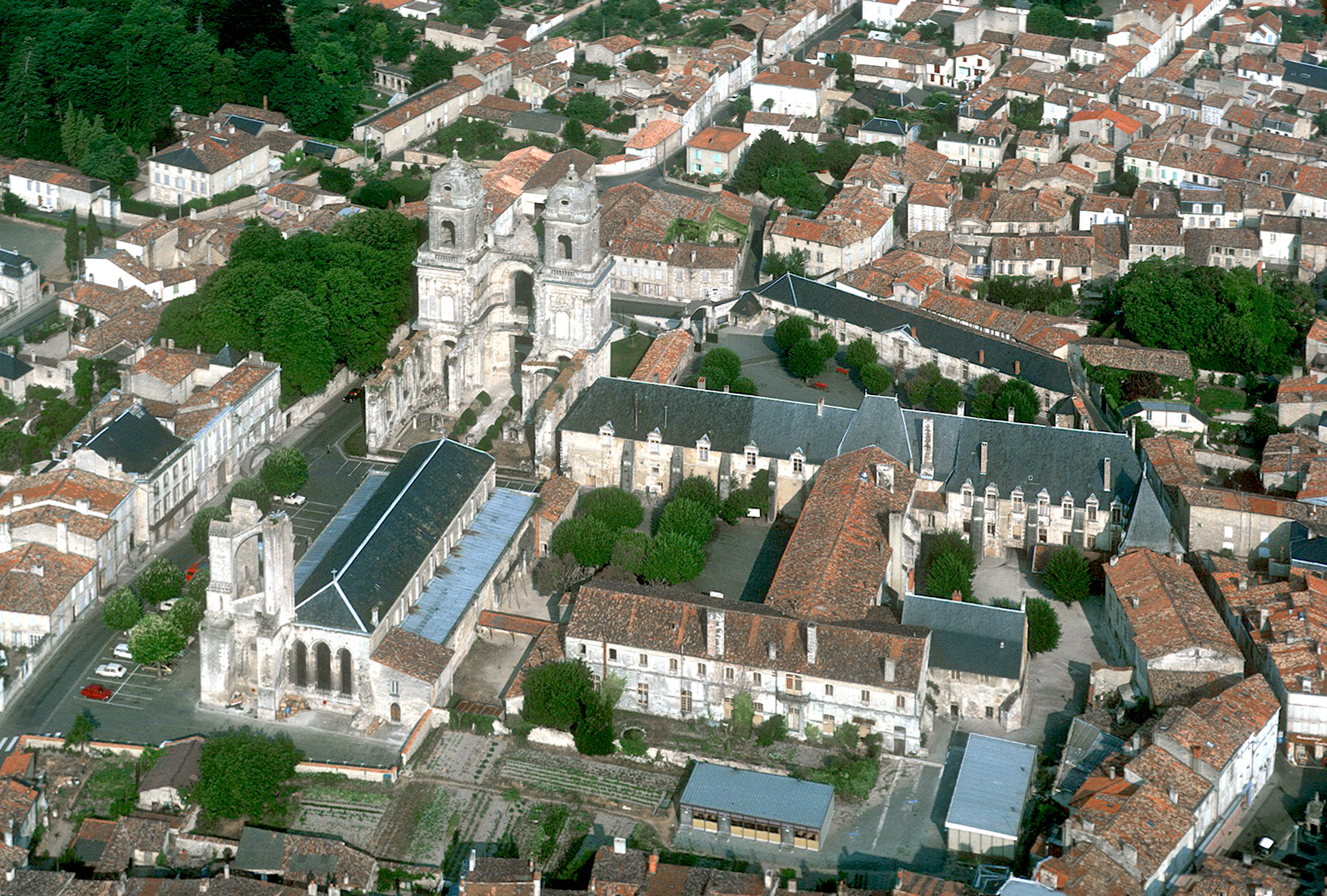
Vue aérienne de l'abbaye.
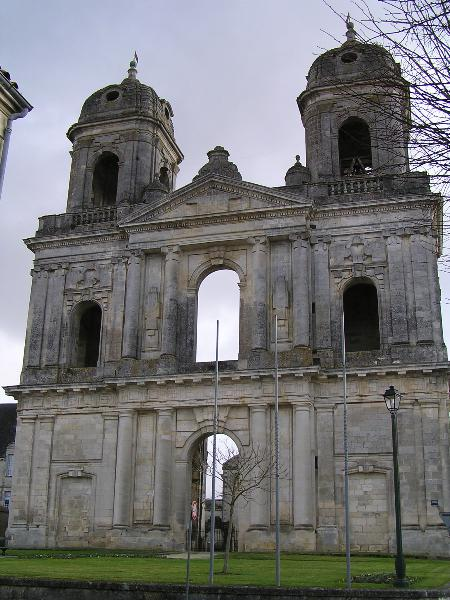
Façade Ouest de l'abbatiale.
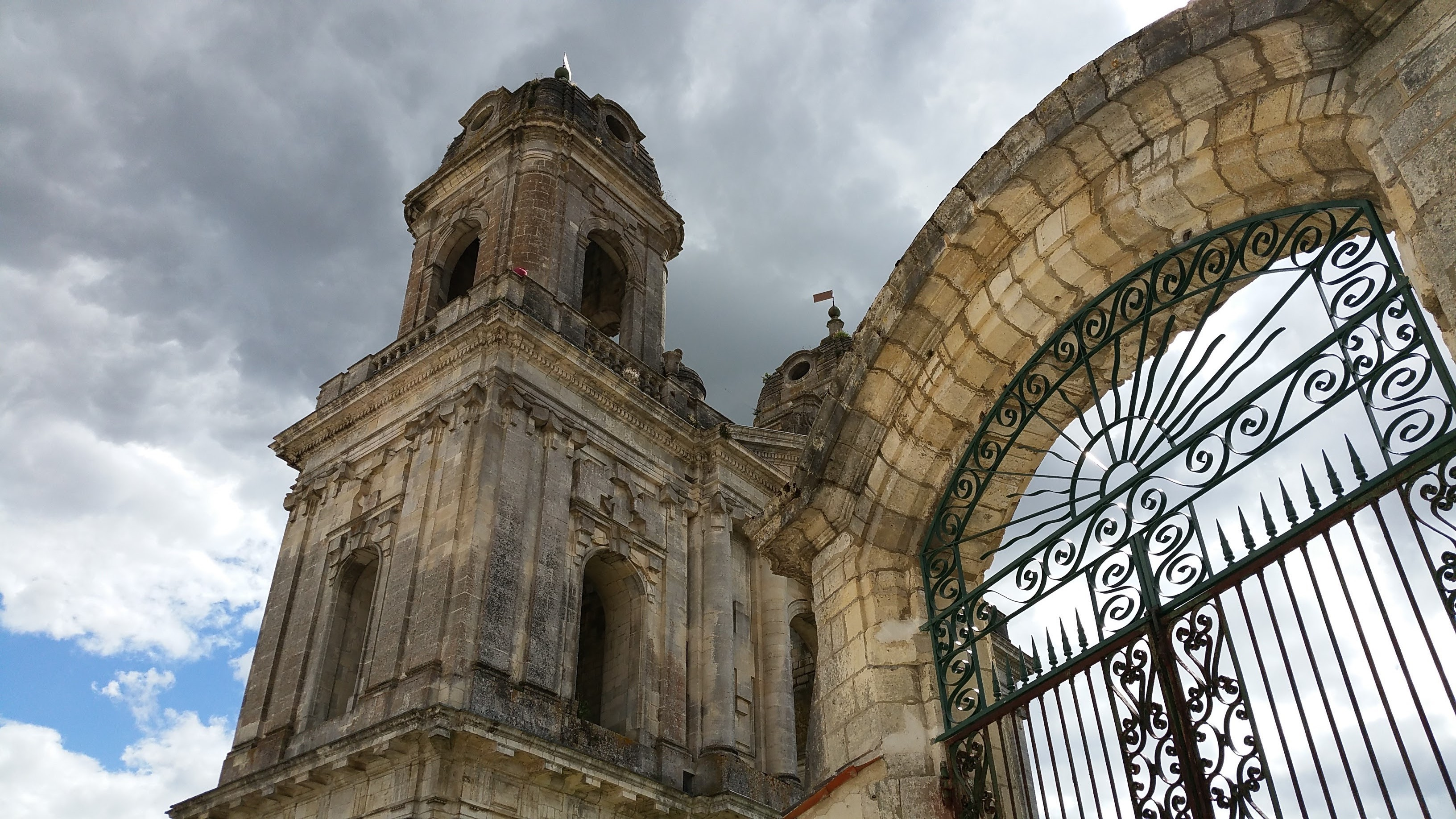
Portail en fer forgé, entrée de la grande cour Ouest.
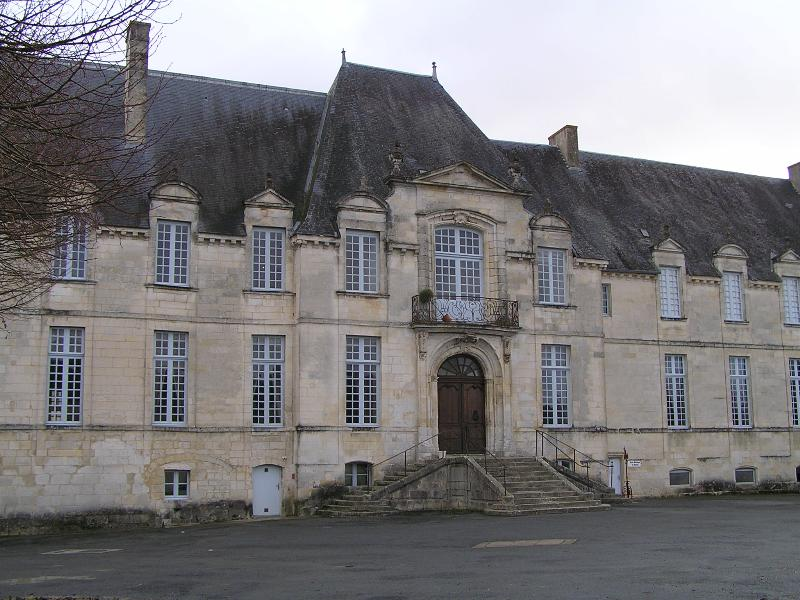
Façade sur la cour Ouest.
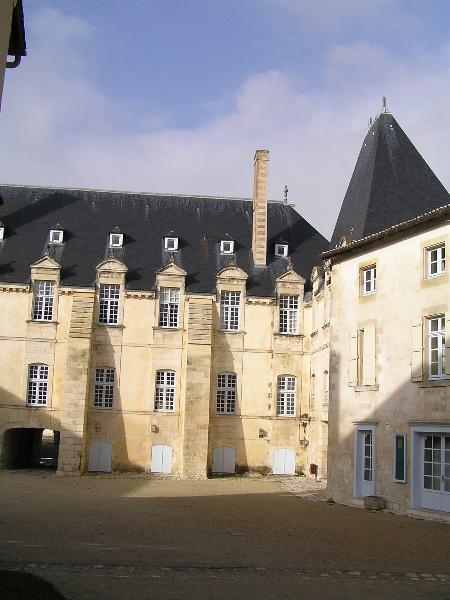
Façade sur la petite cour Est.

## Liste des abbés
- 941-943 : Martin, précédemment abbé de Saint-Cyprien de Poitiers et de Jumièges
- 9??-965 : Aymon
- 965-9?? : Geoffroy I
- 9??-980 : Raymond I
- 980-98? : Girbert
- 98?-988 : Gautier
- 988-9?? : Robert I
- 9??-10?? : Aymeric I
- 10??-10?? : Hilduin
- 10??-1018 : Raymond II
- 1018-1038 : Aymeric II
- 1038-1047 : Arnaud
- 1047-1060 : Geoffroy II
- 1060-1096 : Eudes I
- 1096-1103 : Ansculfe
- 1103-1131 : Henri I
- 1131-1138 : Hugues I de Pons
- 1138-1150 : Geoffroy III
- 1150-1170 : Pierre I le Vénérable
- 1170-1204 : Jean I
- 1204-1215 : Pierre II
- 1215-1225 : Hélie I
- 1225-1239 : Geoffroy IV de Saint-Hastin
- 1239-1254 : Géraud I
- 1254-1257 : Hélie II
- 1257-1269 : Pierre III
- 1269-1270 : Thomas
- 1270-1279 : Guillaume I Huraud
- 1280-1285 : Eudes II
- 1285-1315 : Olivier
- 1315-1326 : Guillaume II
- 1326-1327 : Rolland
- 1327-1337 : Hugues II
- 1337-1341 : cardinal Guillaume III d’Aigrefeuille
- 1341-1342 : cardinal Hugues III Rogier de Rosiers de Beaufort
- 1342-1345 : cardinal Pierre IV de La Jugie de La Montre
- 1345-1346 : cardinal Raymond III d’Aigrefeuille
- 1346-1357 : Pierre V d’Aigrefeuille
- 1357-1376 : Pierre VI du Tison d’Argence
- 1376-1408 : Géraud II d’Orfeuille
- 1408-1416 : Jean II d’Orfeuille
- 1416-1454 : Louis I de Villars
- 1454-1461 : Robert II de Villequier
- 1461-1465 :  cardinal Alain de Coëtivy
- 1465-1471 : cardinal Jean III de La Balue
- 1471-1473 : Jourdain Faure de Versois[1]
- 1473-1474 : Louis II d’Amboise de Chaumont
- 1474-1479 : Jean IV d’Amboise de Chaumont
- 1479-1502 : Martial Fournier de La Villate
- 1502-1505 : Jean V Horry
- 1505-1530 : Jean VI de Reilhac de Mérinville
- 1530-1541 : Hélie III de Chaumont de Ribemont de Mornay
- 1541-1542 : Jérôme d’Arfagis
- 1542-1572 : Jean VII de Chabot-Jarnac
- 1572-1575 : Vacance
- 1575-1602 : Pierre VII Briand
- 1602-1613 : François de Guillebaud
- 1613-1623 : Pierre VIII Chapin
- 1624-16?? : Claude de Vivonne
- 16??-1654 : Louis III de La Rochefoucauld
- 1654-1656 : Louis IV Henri de Pardaillan de Gondrin
- 1657-1658 : Pierre IX de Gan de Marca
- 1658-1678 : Valentin de Reynier de Droué de Boisseleau
- 1678-1679 : Yves de Saint-Nectaire de La Ferté-Senneterre
- 1679-1488 : Annibal-Julien de Saint-Nectaire de La Ferté-Senneterre
- 1688-1716 : Mathieu Ysoré d'Hervault de Pleumartin
- 1717-1727 : André Dreuillet
- 1728-1771 : Henri II Hubert de Courtarvel de Pézé
- 1771-1774 : Louis V Charles de Machault d’Arnouville
- 1774-1790 : Louis-Charles du Plessis d’Argentré

## Les cloches
La tour nord (celle de droite lorsque l’on se place dans le sens de l’église) abrite une sonnerie de quatre cloches de volée. Ces cloches sont celles de l’église Saint-Jean-Baptiste située au pied des deux tours.
- La b 3 : Marie-Louise-Geneviève-Jeanne

Fondue en 1874 par Antonin Vauthier, fondeur à Saint-Emilion (450 kg environ)
(Ses inscriptions indiquent son nom en latin : Maria-Lodoisa-Genovefa-Joanna)
- Si b 3 : Jeanne-Marguerite

Fondue en 1920 par Georges et Louis Bollée, fondeurs à Orléans (370 kg environ)
- Do 4 : Sans nom

Fondue en 1803 par C. Wagner (230 kg environ)
Elle porte la mention « An XI de la République française. Ville de Saint-Jean d’Angély »
A noter que C. Wagner n’était pas un fondeur de cloches mais un horloger qui se fournissait en cloches auprès de fonderies spécialisées.
- Mi b 4 : Madeleine-Germaine

Fondue en 1920 par Georges et Louis Bollée, fondeurs à Orléans (150 kg environ)